# Albert von Blaschke

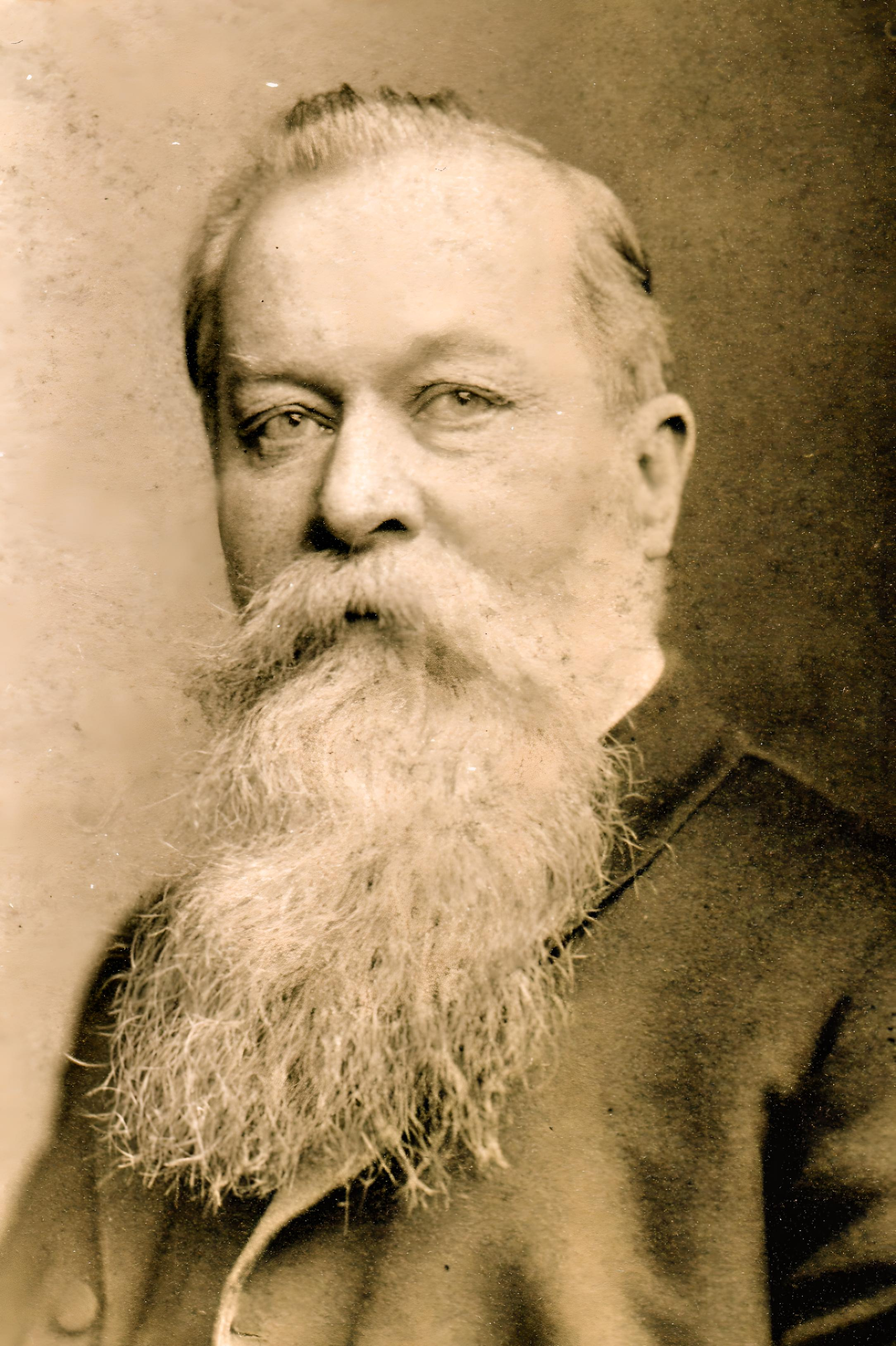
Albert von Blaschke (1851–1931)

Albert von Blaschke (* 10. Juli 1851 als Albert Joseph Aloysius Blaschke in Klein-Woitsdorf, Schlesien; † 14. November 1931 Staffelde (Kremmen), Osthavelland) war ein Berliner Bankier, Teilhaber im Bankhaus S. Bleichröder, Generalkonsul von Mexiko und Gutsbesitzer in Osthavelland.

## Berufsleben
Nach einer kaufmännischen Lehre und 12-jähriger Tätigkeit beim Schlesischen Bankverein in Breslau trat er 1884 in das Bankhaus S. Bleichröder in Berlin ein, wo er nach einiger Zeit Prokurist wurde, später sogar Einzelprokura erhielt. 1901 wurde er Teilhaber des Bankhauses.
In dieser Funktion war er unter anderem Mitglied in diversen Aufsichts- und Verwaltungsräten von Unternehmen wie der Deutsch-Asiatischen Bank, der Deutschen Überseeischen Elektricitätsgesellschaft, der Deutsch-Ostafrikanischen Bank, der Schantung-Bergbau-Gesellschaft, der Schantung-Eisenbahn-Gesellschaft, der Deutschen Lloyd Transport-Versicherungs-Actiengesellschaft und der Preußischen Central-Bodenkredit-Aktiengesellschaft.  Außerdem war er Mitglied im Ausschuss der Aktionäre bei der Bank des Berliner Kassenvereins in Berlin. Bis Ende 1916 war er Generalkonsul von Mexiko in Berlin.

## Privatleben
Im Jahr 1913 wurde er in den erblichen preußischen Adelsstand erhoben und führte nach der Eintragung in die Adelsmatrikel den Namen „von Blaschke“. Er war seit 1896 mit Elisabeth Schäffer verheiratet und hatte mit ihr drei Kinder.
Seit 1909 war er Besitzer des Rittergutes Staffelde in Osthavelland, das nach seinem Tod von den Erben, seiner Frau Elisabeth Schäffer und ihren drei Kindern, Frieda, Robert und Albert von Blaschke-Staffelde spätestens 1934 an die Siedlungsgesellschaft „Landbank“ veräußert wurde. Nach Angaben des Genealogischen Handbuch des Adels fand der Verkauf bereits 1933 statt.